# Rödtoppa
Rödtoppa (Odontites vulgaris) är en växtart i familjen snyltrotsväxter. I Sverige förekommer den i landets södra delar, grovt sett i Götaland och södra Svealand. Den blir 15 till 50 centimeter hög och förekommer på öppna ytor som vägrenar, betesmarker och trädor.